# Inmigración mexicana en España
Los mexicanos en España conforman la tercera comunidad más numerosa de mexicanos en el exterior y la primera de Europa. La población mexicana que radica en España está integrada primordialmente por estudiantes, profesionistas calificados, cónyuges de españoles, así como por ciudadanos mexicanos que cuentan también con la nacionalidad española o la de algún otro estado miembro de la Unión Europea. En enero de 2018, el Instituto Nacional de Estadística de España tenía registrados a 24,225 mexicanos dentro de su territorio, de los cuales una parte están en régimen comunitario (poseen otras nacionalidades de la Unión Europea o son familiares de ciudadanos europeos). A este número hay que agregar a los que cuentan con doble nacionalidad, que no son registrados como extranjeros españoles. Las legislaciones mexicana y española permiten la doble nacionalidad, y son muchos los mexicanos que la han solicitado, tanto residentes en España como nietos o hijos de la migración española a México. En el año 2010, la secretaría de Relaciones Exteriores de México registró 21,107 mexicanos residiendo en España que se convirtió en la tercera comunidad mexicana más numerosa residiendo en el extranjero, después de los Estados Unidos y Canadá; siendo además la mayor del continente europeo y la principal fuera de América. No obstante, son una comunidad latinoamericana con un crecimiento de inmigrantes bastante moderado a diferencia de otras comunidades latinoamericanas que ha sido exponencial su crecimiento demográfico.
Los principales destinos de la comunidad mexicana, según datos del INE, son las comunidades autónomas de Cataluña con 7,002, Madrid con 6,653, Andalucía con 2,339 y la Comunidad Valenciana con 1,850. De los migrantes mexicanos residentes en España, el 61% son mujeres, procedentes principalmente de la Ciudad de México, Estado de México, Jalisco, Nuevo León, Veracruz, Baja California, Hidalgo, Puebla, Querétaro, Sinaloa, Yucatán, Chihuahua y Chiapas. El perfil más característico del inmigrante mexicano es de adultos de edad media, provenientes de clase media-alta, concentrados en Madrid, Barcelona y Sevilla. Muchos son los casos de estudiantes de posgrado que construyen relaciones laborales y/o sentimentales que los conllevan a quedarse en España.

## Historia

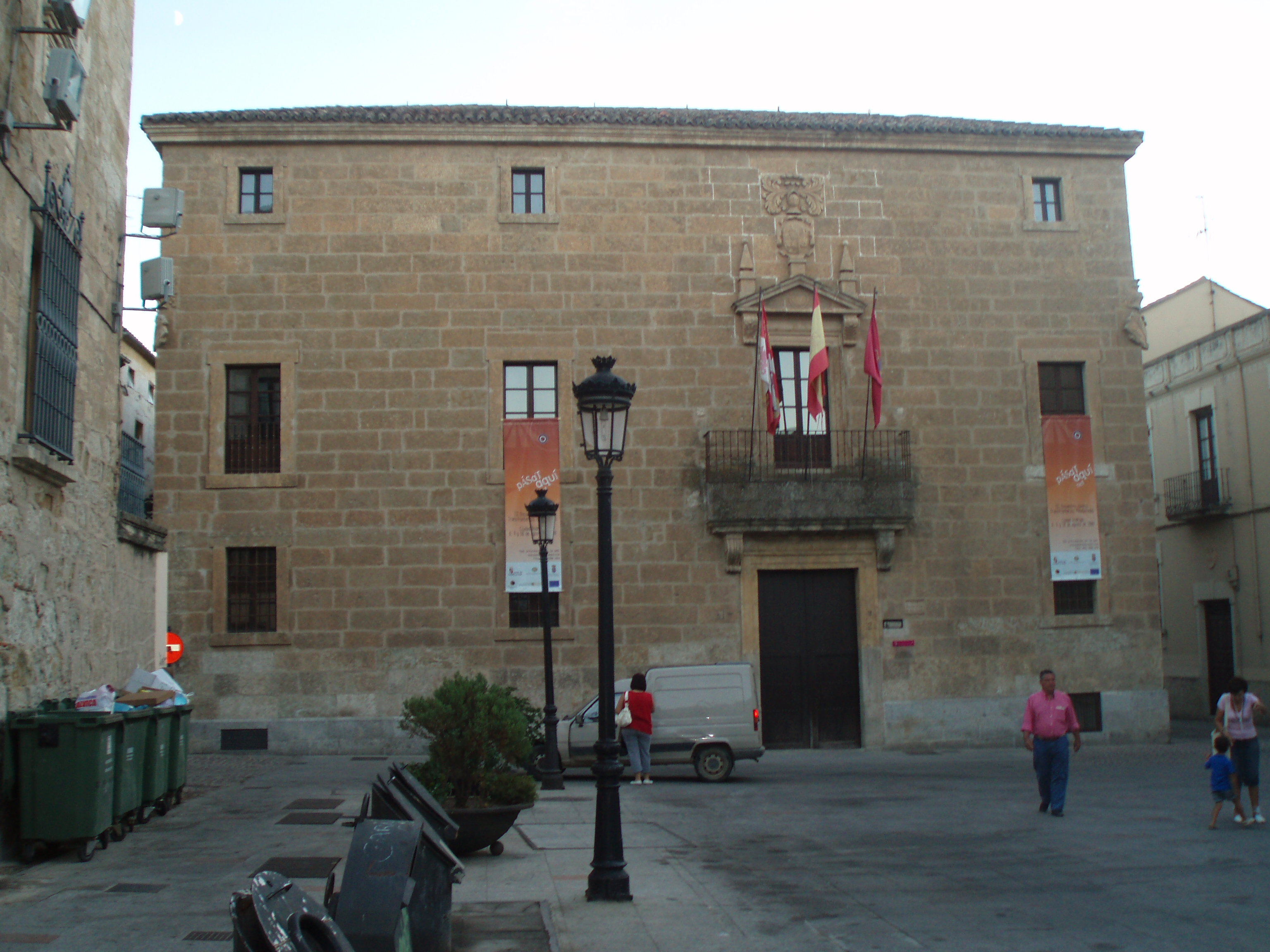
El palacio de Moctezuma en Ciudad Rodrigo, uno de los palacios de los descendientes españoles del emperador azteca Moctezuma II.

Comunidad mexicana en tiempos del Franquismo.

Después de haber concluido la conquista de Tenochtitlán, se realizaron las primeras uniones entre las hijas del emperador Moctezuma II y soldados españoles de Extremadura; así como uniones entre tlaxcaltecas y españoles, de los cuales fue la primera generación de mexicanos nacidos en la España peninsular.
Los primeros españoles nacidos en suelo peninsular de ascendencia mexicana fueron los hijos de los soldados de Hernán Cortés, que regresaron a Sevilla y Extremadura como nobles españoles de sangre azteca provenientes de la casa del Ducado de Moctezuma de Tultengo en México y del Condado de Miravalle en Granada, España.
A finales del siglo XVI, tras la unión en matrimonio de Mariana de Carvajal y Toledo con Juan de Toledo Moctezuma, descendiente de Juan Cano de Saavedra y de Isabel de Moctezuma, hija del emperador azteca Moctezuma II, quienes construyen su palacio en Cáceres con los escudos heráldicos de las familias de los Toledo y Carvajal, además la de los Moctezuma.
Durante los primeros años siglo XX, ya existía una comunidad mexicana fincada en España, muchos de ellos eran exiliados durante la Revolución mexicana, familias porfirianas que prefirieron el exilio en vez de continuar viviendo bajo los nuevos gobiernos.
Al comenzar la guerra civil española, muchos mexicanos formaron parte de los movimientos armados en el territorio de España, apoyando al bando republicano.
En el siglo XX, las causas de emigración son diferentes, principalmente los enlaces conyugales con ciudadanos y ciudadanas de España, los intercambios estudiantiles o los posgrados universitarios, de lo cual surge la oferta laboral y la naturalización; así como el dinamismo económico existente entre México y España, logrando así, el establecimiento de numerosas empresas mexicanas en la península ibérica.

## Cultura mexicana en España

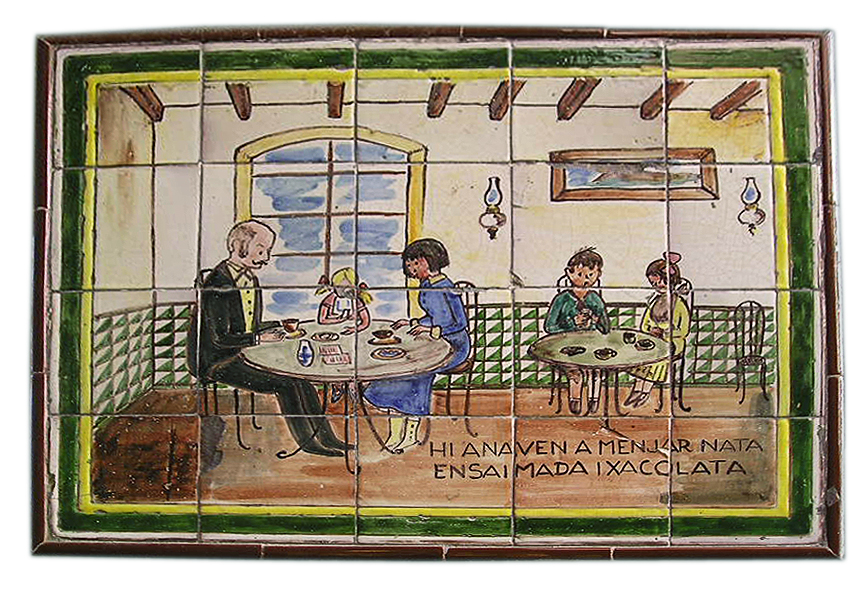
Chocolatería en Barcelona.

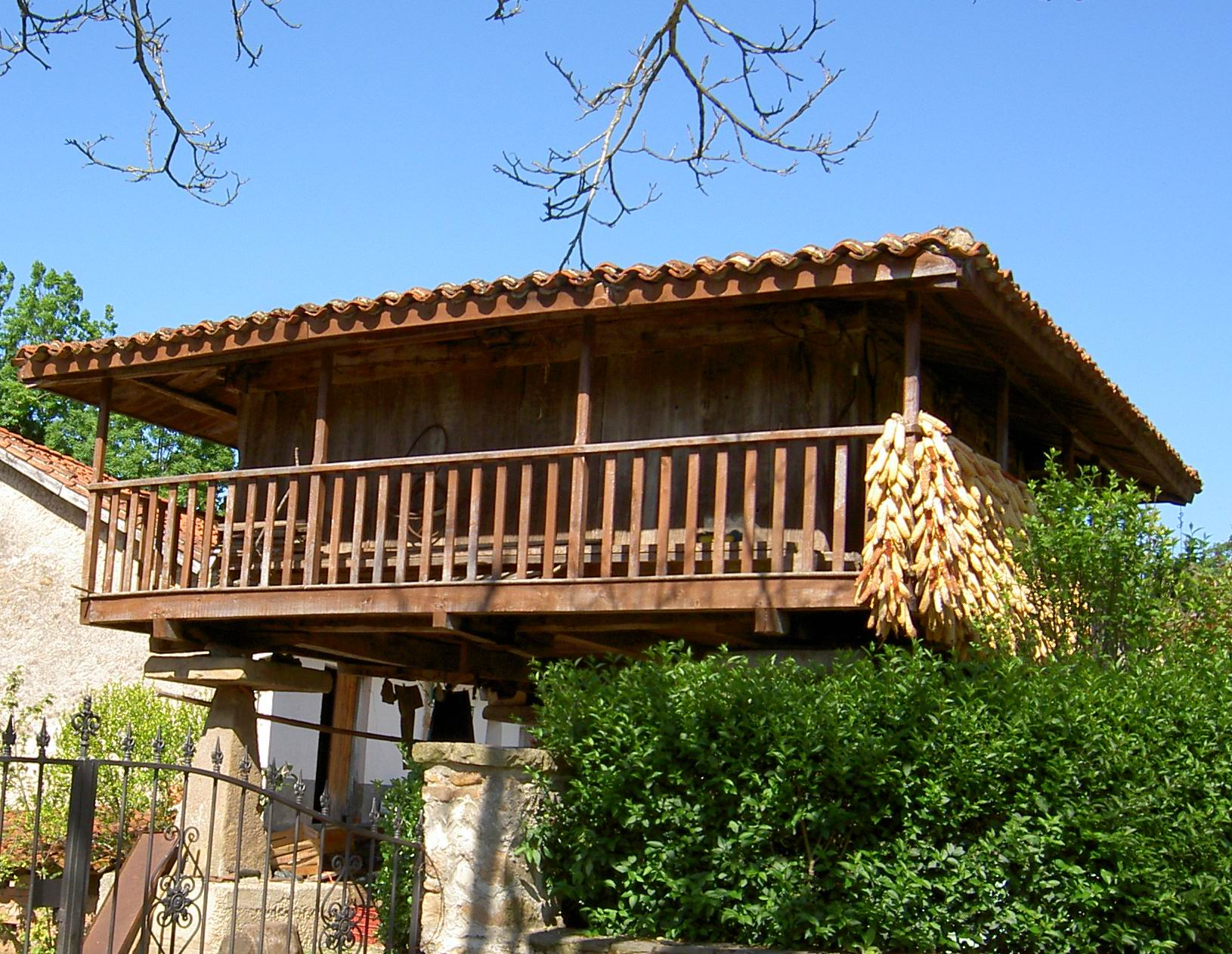
La cultura del maíz, se manifiesta sobre todo en el norte de España.

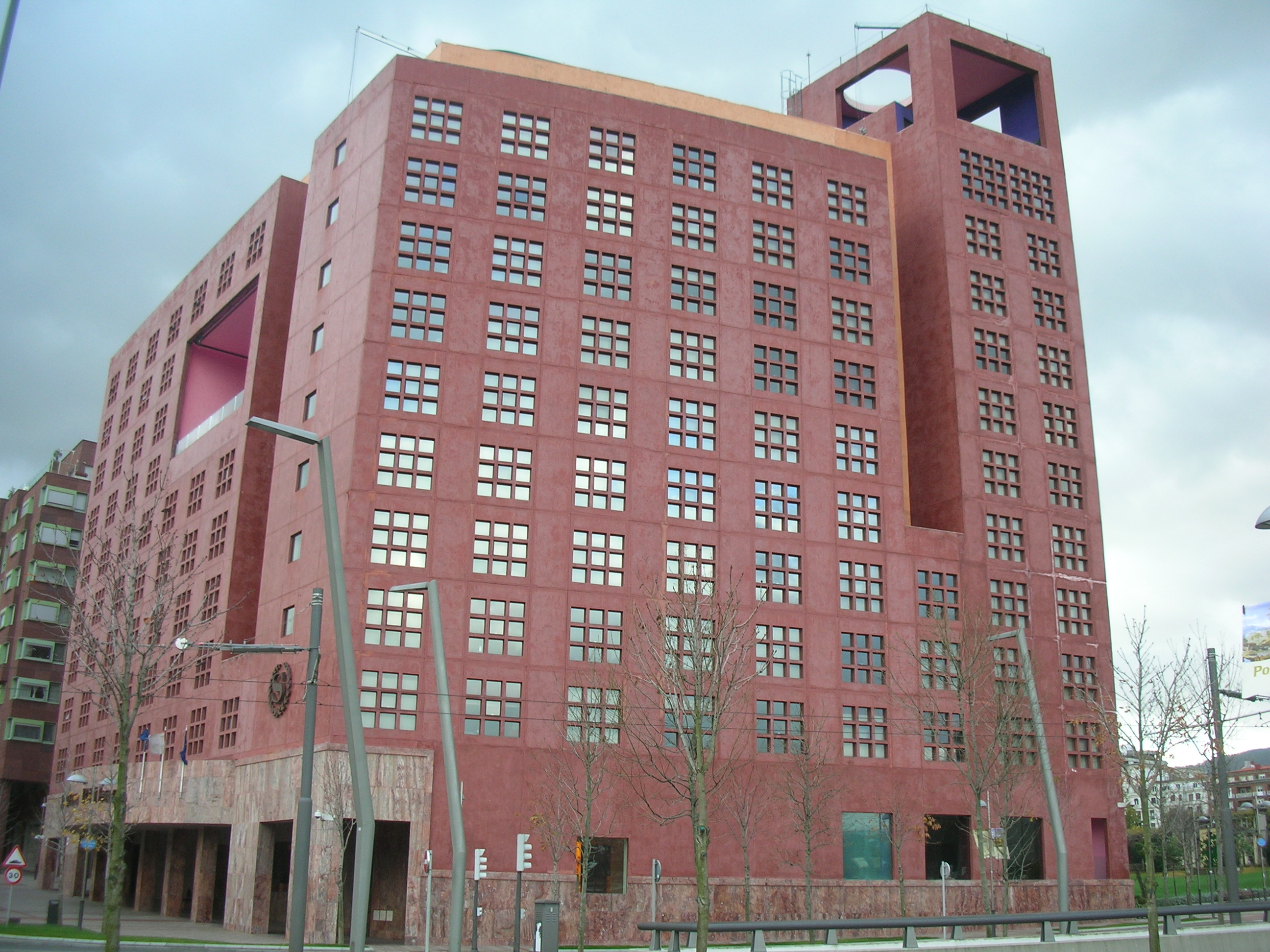
Hotel Sheraton de Bilbao con influencia de la arquitectura mexicana contemporánea.

Imagen Guadalupana, en Sevilla.

En cuanto a la gastronomía se refiere, la influencia de los sabores coloniales en la cocina española está muy marcada con en el resto de América Latina y de las Islas Filipinas. La cocina española también se vio enriquecida con los productos mexicanos como el tomate, el maíz, el aguacate, la vainilla y la fina chocolatería (véase también: Historia del chocolate en España) cuyo origen fue mesoamericano.
La música ranchera y la música del mariachi es muy bien apreciada y difundida entre la sociedad española, hay importantes intérpretes de la música que expresa los distintos ritmos y letras de los compositores mexicanos o cantautores. Rocío Dúrcal y Chavela Vargas han sido iconos muy bien identificados de los géneros rancheros.
La arquitectura mexicana en España se ve manifestada principalmente por el movimiento moderno y la policromía de los muros utilizados por Luis Barragán y Ricardo Legorreta, diversos arquitectos mexicanos han construido edificios con una clara formalidad estilística. El hotel Sheratón de Bilbao y el Parque Habitacional Europa en Madrid, son costruccines con formas y estilos de la arquitectura mexicana contemporánea.

## Motivo de inmigración

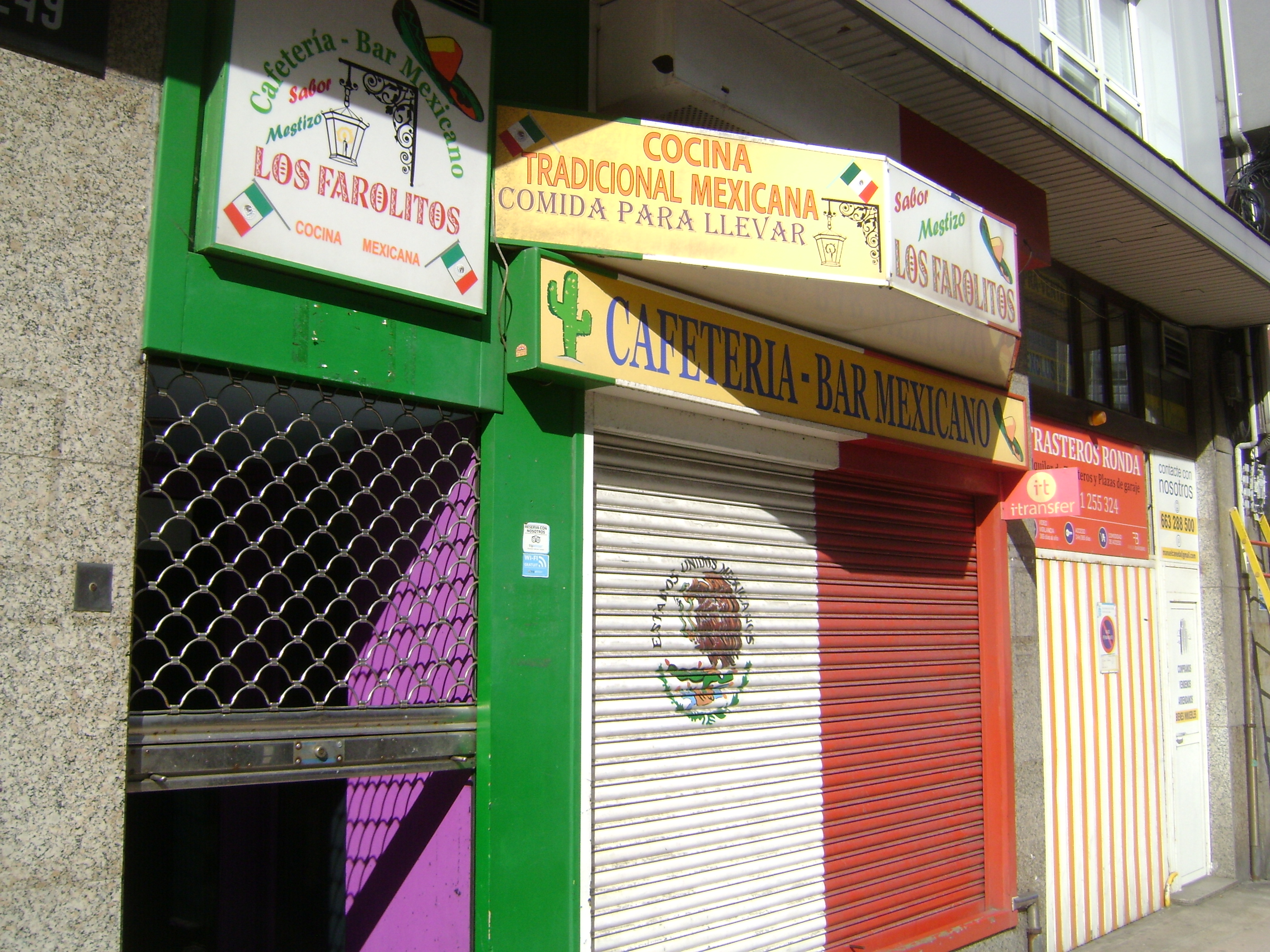
Bar mexicano en La Coruña, Galicia (España).

España es el tercer país de destino del inmigrante mexicano, cabe mencionar que no tiene ninguna relación la inmigración mexicana con la inmigración hacia los Estados Unidos o hacia Canadá, los mexicanos que emigran a España o al resto del Continente Europeo son principalmente de clase media y de clase alta, no se dedican a la recolecta de frutos o verduras o algún trabajo mal remunerado como ocurre con los inmigrantes sudamericanos, asiáticos o africanos; más bien son contratados desde México para operar en alguna empresa mexicana o española de los cuales muchos de ellos ocupan importantes cargos.
Son varios los motivos que hacen que los mexicanos miren a España como destino de estudios; entre estos motivos están el compartir el mismo idioma, los lazos culturales e históricos entre los ambos países y un coste de vida menor, comparado con el resto de los países de Europa e incluso de Canadá y los Estados Unidos. El estudiantado mexicano en España está integrado principalmente jóvenes entre 20 y 35 años de ambos sexos, tienen niveles educativos altos y desarrollo profesional, se distribuyen principalmente en grandes ciudades, sus fuentes de trabajo varían de 1 a 4 años de permanencia, muchos mexicanos forman parte de los cuerpos de trabajo e investigación en muchas universidades.
Muchos de los mexicanos del exterior están por cuestiones empresariales o laborales que fueron traídos por importantes grupos empresariales mexicanos que se instalaron en este país como Bimbo, Cemex, Aceros de Monterrey, Jumex, Farmacias similares, entre otras. Las empresas mexicanas han encontrado un desarrollo importante entre los consumidores españoles por la similitud que tiene el empresariado mexicano con la manera de hacer negocios en relación con los estadounidenses.
Debido a la fuerte violencia que ha causado el crimen organizado en muchas ciudades y pequeñas localidades de México en años recientes, tales como secuestros, extorsión a negocios o a pequeñas empresas, asaltos dentro de las viviendas y robo de viviendas; muchos mexicanos que no pudieron ingresar a los Estados Unidos y a Canadá, optaron por España para huir como víctimas del crimen organizado, lo que provocó un éxodo masivo de la clase media y clase media alta hacia Europa, principalmente hacia las ciudades españolas por el coste vida que es más accesible que en otros países de Europa.

## Principales comunidades

### Barcelona

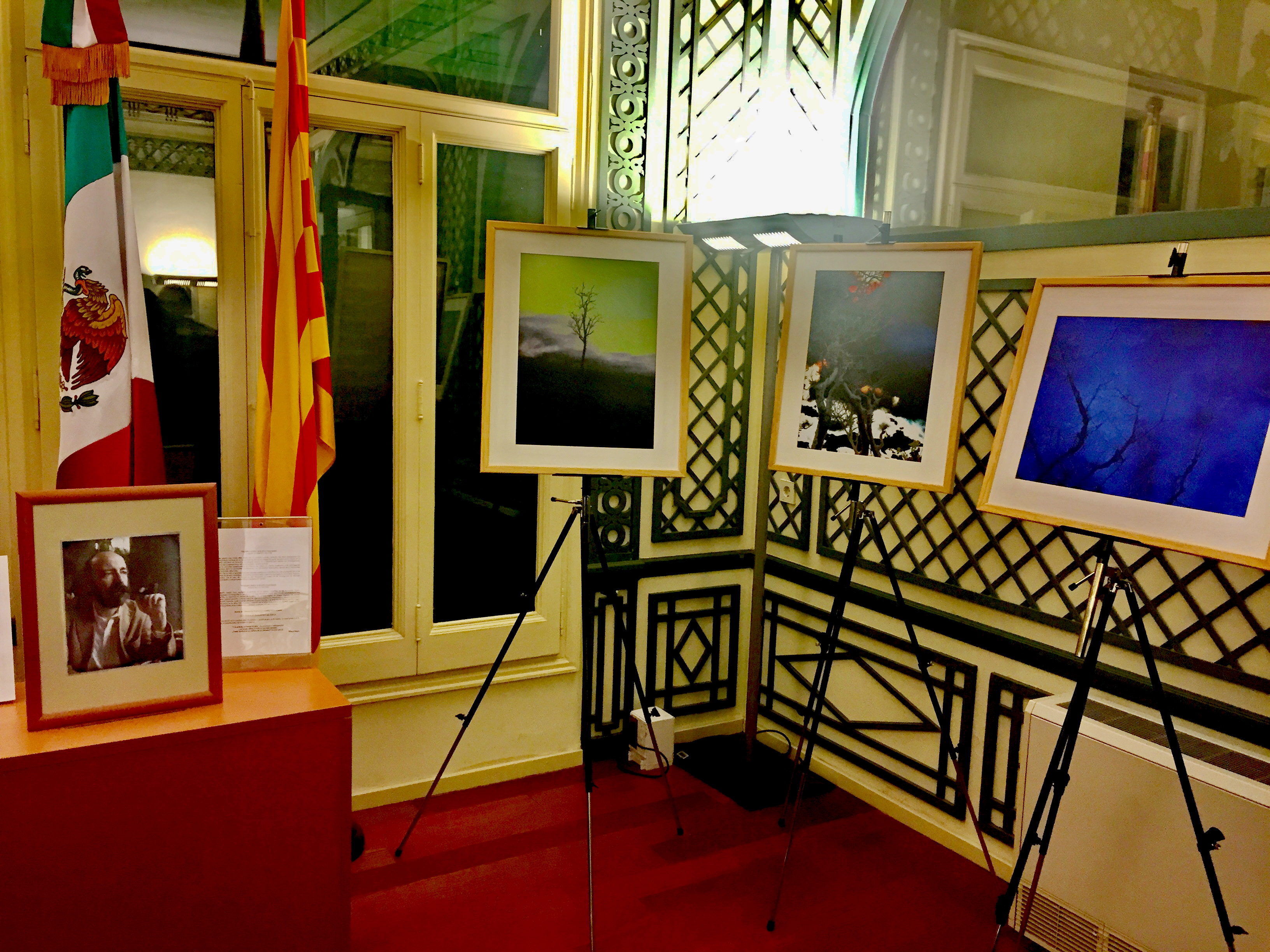
Exposición pictórica en el consulado de México en Barcelona.

Barcelona es la segunda provincia española donde residen varias comunidades de mexicanos que se dedican al comercio, en el deporte, a la investigación científica, a la educación, al sector inmobiliario, al arte y a la cultura. En la capital catalana han desarrollado los mexicanos diversos grupos o círculos de reunión para celebrar las fiestas pátrias y eventos como Diada de morts o las navidades, siendo una de las comunidades que más cree en España, conjuntamente con la comunidad mexicana de Madrid.

### Madrid

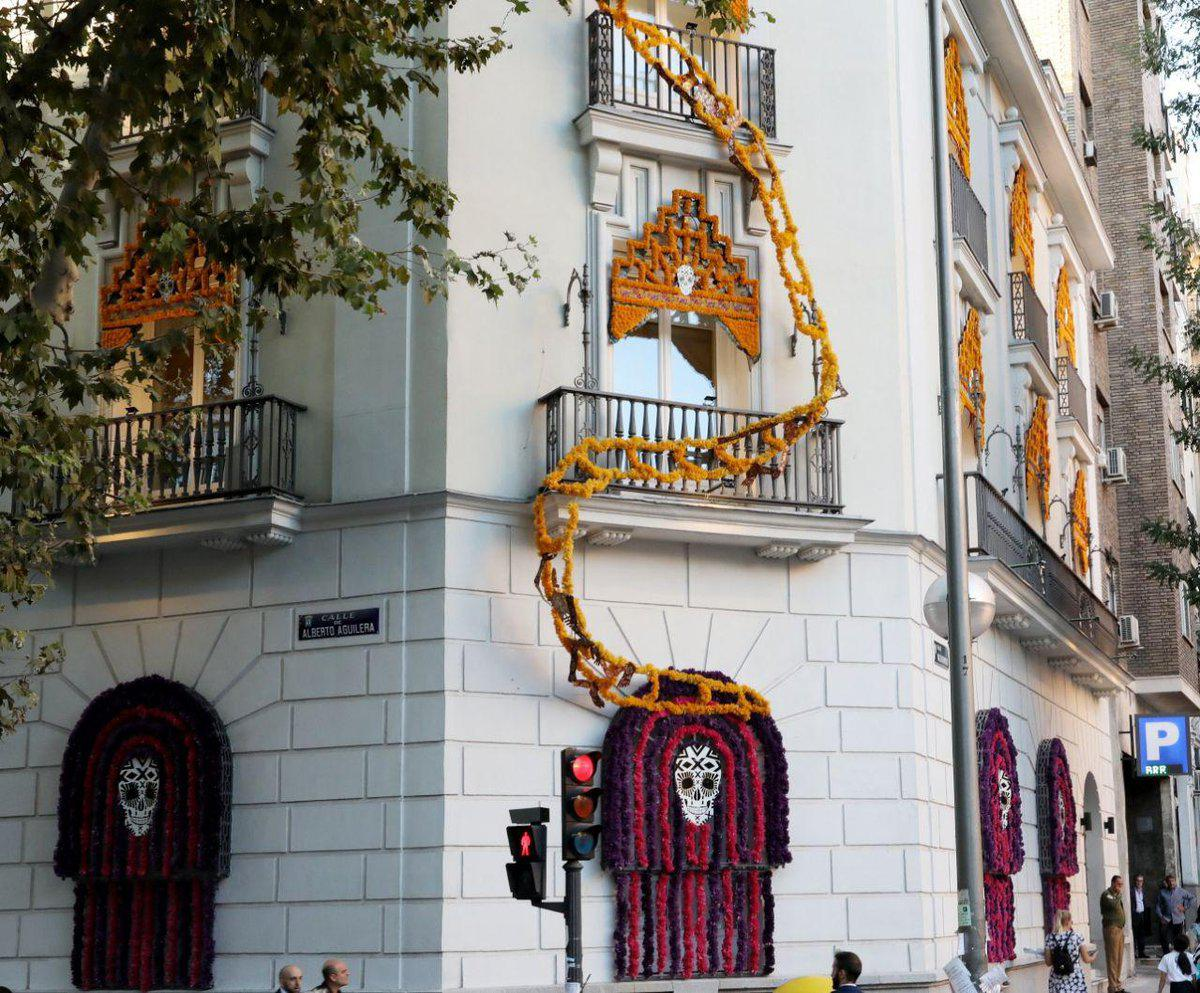
Detalle de la decoración de la fachada de la Casa de México en España durante el mes de actividades en torno a la celebración del Día de muertos, en Madrid.

La mayor comunidad de mexicanos en España reside en la Comunidad de Madrid, son principalmente empresarios, estudiantes universitarios, académicos, cónyuges de ciudadanos españoles o ciudadanas españolas, mexicanos que han obtenido la ciudadanía española por parentesco familiar o ascendencia sefardí, mexicanos que se han ingresado a las fuerzas armadas y algunos comerciantes que han decidido establecer sus pequeños negocios en diversos puntos de la capital española.
En Madrid se ubican diversos centros de integración comunitaria de los mexicanos, como la embajada de México, la casa de México, un edificio que funge como centro cultural  y lugar de eventos. La mayoría de los mexicanos residentes en la Comunidad de Madrid son jóvenes, adultos y adultos mayores furtemente vinculados a la sociedad de esta ciudad, se estiman 8 000 ciudadanos mexicanos que viven en la capital de España y su zona metropolitana.

## Otros factores
El tráfico ilegal de drogas es causa de la presencia en el sistema penitenciario español de aproximadamente 10 000 ciudadanos latinoamericanos, de los cuales 393 son mexicanos entre 25 y 50 años de edad que pagan condenas de hasta 9 años en prisión, cuando en 1990 había 6 presos mexicanos y 37 en 2000. Después de Estados Unidos, la SRE tiene en su embajada mexicana de Madrid la segunda mayor actividad por procesos relacionados con el narcotráfico.

## Relaciones diplomáticas de México en España

### Oficinas Consulares de México en España
- Embajada de México en Madrid.[17]
- Consulado en Barcelona, Cataluña.
- Consulado honorario en Gijón, Asturias.
- Consulado honorario en Murcia, Región de Murcia.
- Consulado honorario en Palma de Mallorca, Islas Baleares.
- Consulado honorario en Santa Cruz de Tenerife, Canarias.
- Consulado honorario en Sevilla, Andalucía.
- Consulado honorario en Valencia, Comunidad Valenciana.
- Consulado honorario en Zaragoza, Aragón.

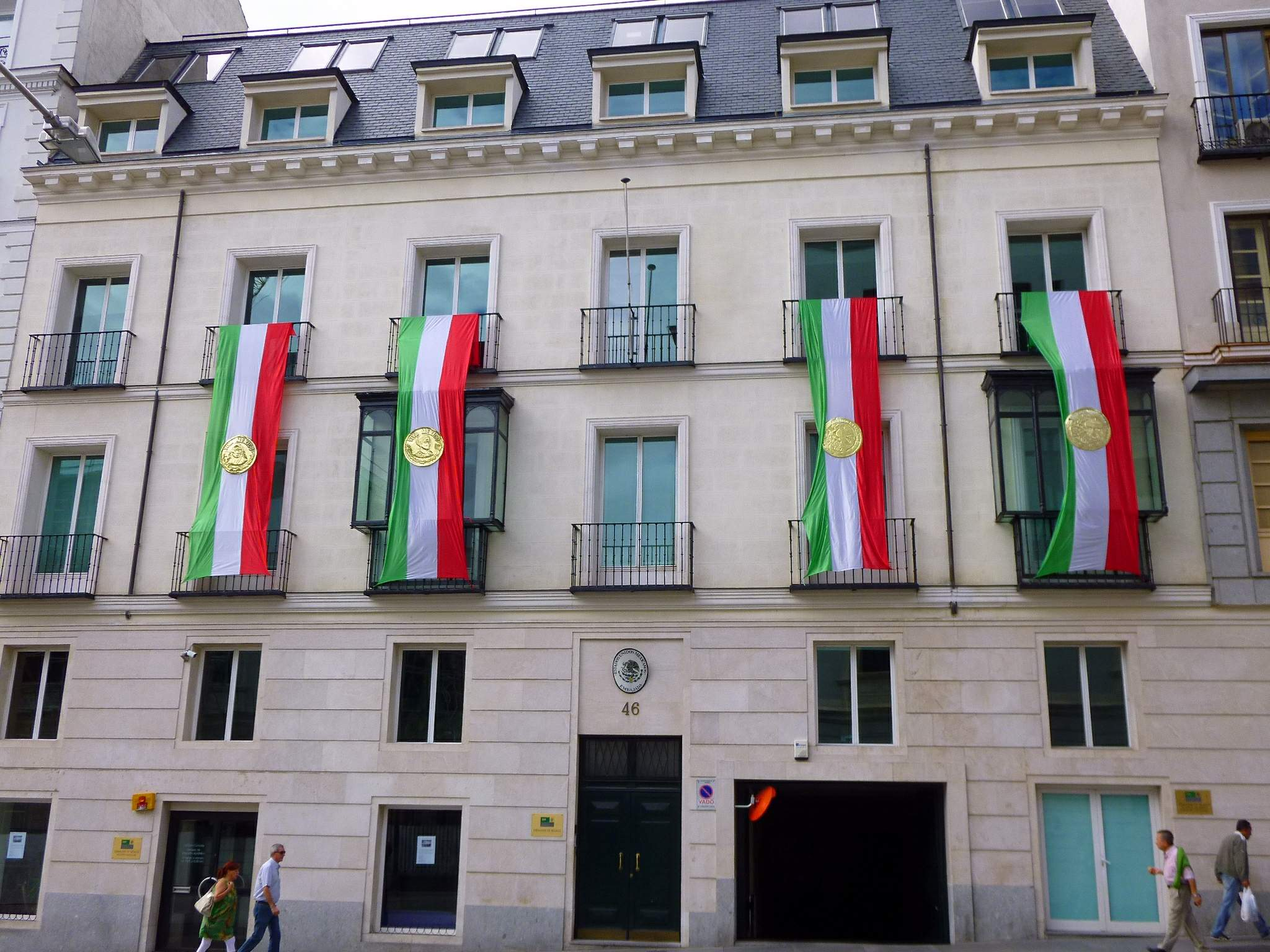
Embajada de México en Madrid.
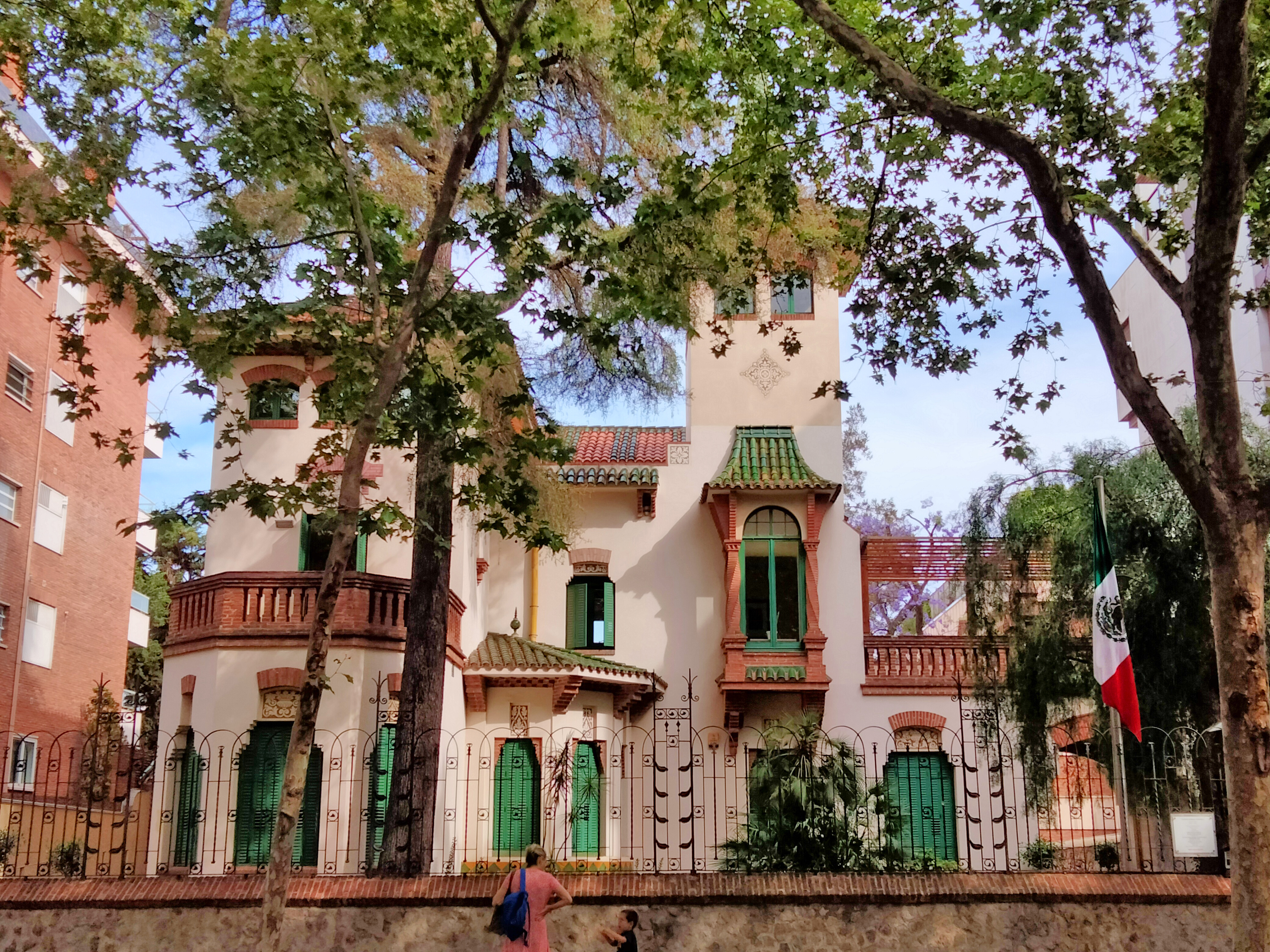
Consulado de México en Barcelona.
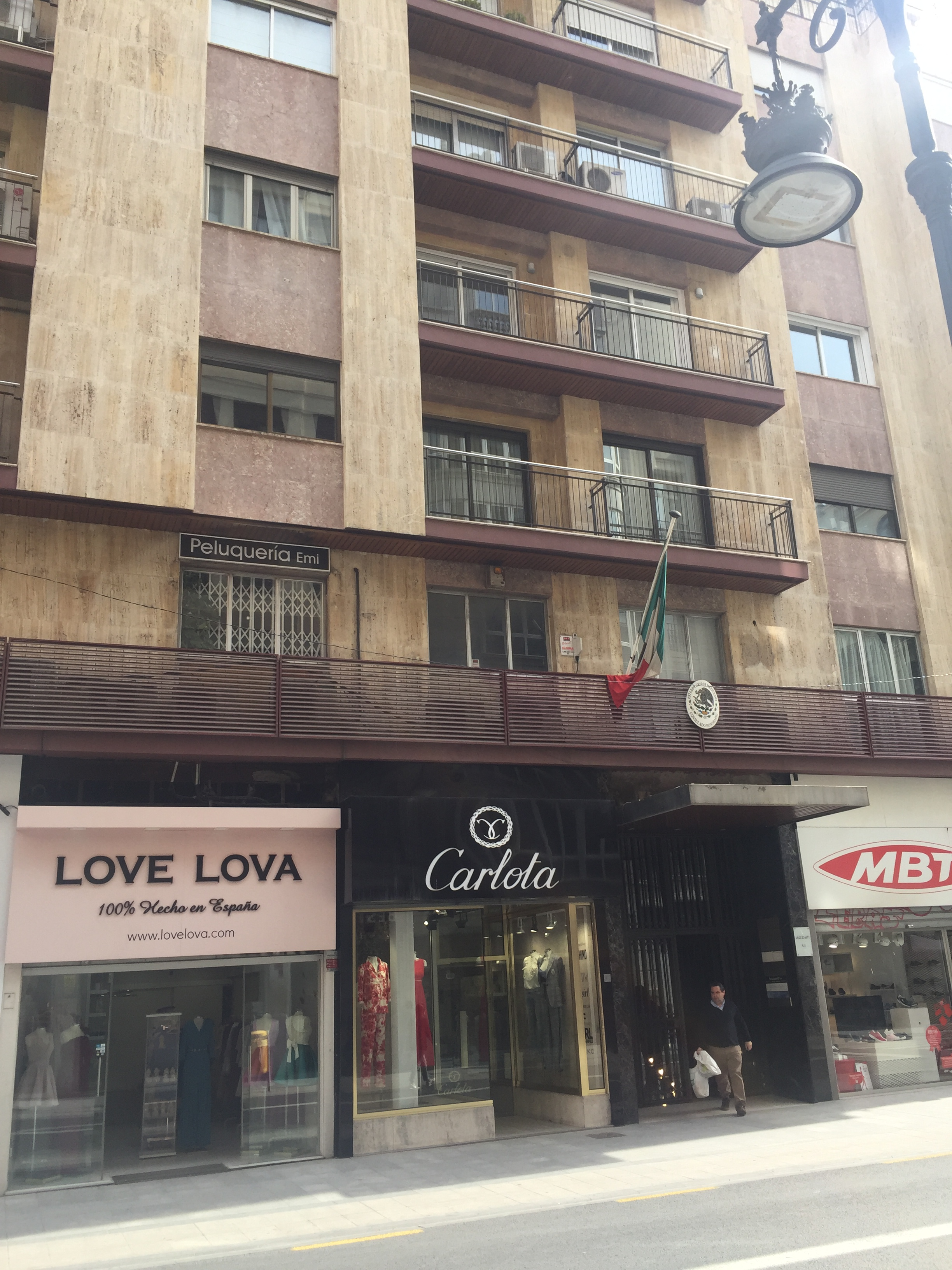
Consulado honorario de México en Valencia.

## Estadísticas
| Año del censo | Residentes mexicanos |
| ------------- | -------------------- |
| 2000          | 5 510                |
| 2005          | 22 922               |
| 2010          | 25 449               |
| 2015          | 21 657               |
| 2018          | 24 225               |
| 2020          | 28 822               |
| 2021          | 27 818               |
| 2022          | 29 290               |
| 2025          | 79 581               |